# Morpho burmeisteri
Morpho burmeisteri är en fjärilsart som beskrevs av Le Moult och Real 1962. Morpho burmeisteri ingår i släktet Morpho och familjen praktfjärilar. Inga underarter finns listade i Catalogue of Life.